# Mișcarea Khilafat
Mișcarea Khilafat (1919–1924) a fost o campanie de proteste politice panislamice lansată de musulmanii din India Britanică cu scopul influențării guvernului britanic în sensul protejării Imperiului Otoman după înfrângerea acestuia din urmă în Primul Război Mondial și pentru diminuarea consecințelor acestei înfrângeri. Poziția califului după semnarea armistițiului de la Mudros în octombrie 1918, ocupația militară a Constantinopolului și pacea de la Versailles din 1919 a devenit nesigură, iar existența Imperiului Otoman a fost pusă la îndoială. Mișcarea s-a întărit după semnarea Tratatului de la Sèvres (august 1920), care a impus partiționarea Imperiului Otoman și cedarea unei importante zone din Antatolia în favoarea Greciei. Mișcarea Khilafat s-a stins în 1922, când Turcia a obținut o poziție favorabilă pe scena politică internatională și și-a pierdut obiectivele în momentul când Ankara a abolit rolul sultanului și Califatul. 
În India, deși Khilafat a fost în principal o mișcare religioasă, a devenit parte din mai larga mișcare pentru independența Indiei. Mișcarea Khilafat a fost unul dintre punctele de pe ordinea de zi a Conferinței de la Londra din februarie 1920. 

## Istoric
Califatul este un sistem de guvernare islamnic în care statul este condus conform principiilor   legii islamice. 
Sultanul otoman Abdul Hamid al II-lea (1876–1909) a lansau un program panislamic încrecând să contracareze încercările puterilor occidentale de dezmembrarea a imperiului și tendințele de democratizare interne. El la trimis pe emisarul personal  Jamaluddin Afghani în misiune în India Britanică. Cauza monarhului otoman a fost întâmpinată cu simpatie politică și susținere religioasă de către musulmanii indieni. Dat fiind statutul său de calif, sultanul era în mod oficial liderul religios și politic suprem al tuturor musulmanilor din lume. În ciuda acestei poziții oficiale, sultanul nu s-a folosit efectiv niciodată de autoritatea sa calif. 

Un mare număr de lideri religioși musulmani a început să activeze pentru întărirea conștiinței islamice și pentru dezvoltarea participării musulmanilor la activitatea politică favorabilă califatului. Liderul musulman Maulana Mehmud Hasan a încercat chiar să organizeze un război național de independență împotriva britanicilor cu sprijinul Imperiului Otoman. 
Abdul Hamid al II-lea a fost forțat să accepte reinstaurarea regimului monarhic constituțional, ceea ce a marcat începutul celei de-a doua perioade constituționale și  victoria Revoluției Junilor Turci. Pe tronul otoman a urmat fratele său, Mehmed al VI-lea (1844–1918), dar puterea nu avea să se mai afle de acum în acolo în mâinile monarhului ci în cele ale naționaliștilor turci. 

### Împărțirea Imperiului Otoman
Imperiul Otoman, care s-a aliat cu  Puterile Centrale în timpul Primului Război Mondial, a suferit o înfrângere majoră la sfârșitul conflictului mondial. Tratatul de la Versailles (1919) a redus teritoriul imperiului și influența sa politică, dar puterile învingătoare au primis să protejeze statutul de calif al sultanului. Prin Tratatul de la Sèvres (1920), teritorii precum Palestina, Siria, Liban, Irak și Egipt au fost răpite Imperiului Otoman. 
În Turcia a apărut o mișcare revoluționară și naționalistă – Mișcarea națională turcă – care avea să declanșeze Războiul de Independență al Turciei (1919–1924). Sub conducerea lui Mustafa Kemal Atatürk, revoluționarii turci au obținut o serie de victorii care le-a permis să abolească Tratatul de la Sèvres și să negocieze un nou tratat mult mai favorabil – Tratatul de la Lausanne (1923). Ca urmare a programului de reforme inițiat de Atatürk, Republica Turcia a abolit califatul în 1924 și a transferat toate puterile acestuia către Marea Adunare Națională a Turciei. 

## Khilafat în Asia de sud
Deși în întreaga lume musulmană au avut loc mișcări politice și proteste publice în favoarea califatului, cele mai importante au avut loc în India. Un jurnalist remarcabil musulman, Maulana Mohammad Ali Jouhar a fost închis pentru patru ani datorită activității sale în favoarea rezistenței antibritanice și pentru sprijinirea califatului. În momentul izbucnirii Războiului de Independență al Turciei, lideii religioși musulmani s-au arătat îngrijorați de soarta califatului, care nu mai era amenințat de puterile europene, care se angajaseră să îl protejeze, ci de revoluționarii turci. Musulmanii indieni se aflau într-o situație foarte delicată, fiind în pericol să fie recrutați în armata britanică și trimiși să lupte împotriva coreligionarilor lor turci. Pentru fondatorii mișcării, Khilafat nu era o mișcare religioasă, ci una apărută pentru susținerea coreligionarilor din Turcia. 
Mohammad Ali și fratele lui, Maulana Shaukat Ali, s-au alăturat altor lideri musulmani precum Sheikh Shaukat Ali Siddiqui, Mukhtar Ahmed Ansari, Jan Muhammad Junejo, Hasrat Mohani, Syed Ata Ullah Shah Bukhari, Maulana Abul Kalam Azad și Hakim Ajmal Khan formând Comitetul Khilafat Panindian. Organizația și-a avut sediul în Lucknow. Scopul acestor lideri era edificarea unității politice musulmane și folosirea influenței lor pentru protejarea califatului. Ei au publicat în 1920 Manifestul Khilafat, care făcea apel la britanci să protejeze califatul și la musulmani să îi supravegeze pentru aceștia să își respecte angajamentele.
În 1920, a fost pusă la punct o alianță între liderii Khilafat și cei ai Congresului Național Indian, cel mai mare partid politic indian de orientare naționalistă. Liderul Congresului, Mohandas Gandhi, și liderii Khilafat au căzut de acord să lupte uniți pentru cauzele Khilafat și Swaraj. Pentru asigurarea unei presiuni crescânde asupra britanicilor, militanții Khilafat s-au alăturat Mișcării de necooperare – o campanie națională de masă de nesupunere civică pașnică. Sprijinul pe care l-au acordat khilafatiții lui Gandi și Congresului au consolidat unitatea hinduso-musulmană în timpul luptei pentru independență. Gandhi a descris sentimentelor pe care le-a avut pentru  Mohammad Ali drept „dragoste la prima vedere”, subliniind astfel solidaritatea celor două facțiuni. Conducătorii Khilafat precum Dr. Ansari, Maulana Azad sau Hakim Ajmal Khan au dezvoltat la rândul lor relații personale foarte bune cu Gandhi. Acești lideri au fondat în 1920 Jamia Millia Islamia (Universitatea Naționațională Islamică) pentru promovarea învățământului independente și a renașerii sociale a musulmanilor.
Campania de necooperare a fost un succes la început. Protestele uriașe, grevele și actele de nesupunere civică s-au extins în toate regiunile Indiei. Hinduși și musulmani împreună au opus rezistență pașnică guvernului. Gandhi, frații Ali și alți lideri ai rezistenței au fost arestați și încarcerați de autoritățile britanice. 

După ceva vreme însă, alianță dintre Congres și Khilafat a început să se vestejească. Mișcării Khilafat  i s-a opus în mod deschis alte partide politice precum Liga Musulmană și  Hindu Mahasabha. Pe de altă parte, mulți lideri religioși hinduși au considerat că obiectivul unității panislamice al Khilafat era cauza principală a fundamentalismului islamic indian. În măsură egală, o bună parte a liderilor musulmani au considerat că Congresul Național Indian devine treptat un instrument politic al fundamentaliștilor hinduși. 

## Prăbușirea
La apariția fricțiunilor dintre hinduși și musulmani, frații Ali au început să se distanțeze de Gandhi și de Congres. Frații Ali au criticat atașamentul puternic al lui Gandhi pentru acțiunile nonviolente. Legăturile dintre frații Ali și Gandi au devenit foarte reci după ce acesta din urmă a condamnat uciderea de către fundamentaliști a 23 de polițiști în Chauri Chaura în 1922. În ciuda faptului că discuțiile politice cu britanicii au continuat, lupta musulmanilor a fost slăbită de opțiunile lor tot mai diferite: susținerea Congresului, a Mișcării Khilafat sau a Ligii Musulmane. 
Lovitura finală a venit din partea lui Mustafa Kemal, ale cărui forțe au învins atât armatele intervenționiste occidentale, dar și partizanii monarhiei. Victoria kemaliștilor a dus la proclamarea unei republici seculare, independente, care a abolit rolul califului și a nu a mai avut nevoie de sprijinul indienilor musulmani
Conducerea Khilafat s-a fragmentat, liderii ei adoptând linii politice diferite. Syed Ata Ullah Shah Bukhari a creat Majlis-e-Ahrar-e-Islam cu sprijinul lui Chaudhry Afzal Haq. Dr. Ansari, Maulana Azad și Hakim Ajmal Khan au rămas alături de Gandhi și de Congres. Frații Ali s-au alăturat Ligii Musulmane. Ei aveau să joace un rol important în creșterea sprijinului pentru proclamarea independenței Pakistanului. 
În 1931, a fost convocată o conferință panislamică la Ierusalim petru determinarea soartei califatului după abolirea acestuia de către Turcia.

## Moștenire
Lupta Mișcării Khilafat a fost marcată de controverse și de opiniile radicale ale liderilor ei. Criticii consideră mișcarea drept una panislamică, fundamentalistă și în mare parte indiferentă la lupta pentru independența Indiei. Aceștia consideră că alianța cu Congresul Național Indian nu a fost decât o „căsătorie de conveniență”. Apărătorii Mișcării Khilafat o caracterizează drept scânteia care a generat mișcarea de necooperare din India și drept un factor principal în îmbunătățirea relațiilor hinduso-musulmane. Susținătorii independenței Pakistanului și a separatismului musulman consideră aceeași mișcare ca unul dintre cei mai importanți pași făcuți în direcția fondării unui stat separat musulman. Frații Ali sunt considerați părinții fondatori ai Pakistanului, în vreme ce Azad, Dr. Ansari și Hakim Ajmal Khan sunt considerați eroi naționali ai Indiei. 

## Resurse internet
- Mișcarea Khilafat pe storyofpakistan.com